# Pomerelija
Pomerelija (nemško Pomerellen, Pommerellen, latinsko Pomerellia, Pomerania, poljsko Pomerelia (redko uporabljeno)) znana tudi kot Vzhodno Pomorjansko (poljsko Pomorze Wschodnie) in Nadvislansko Pomorjansko (poljsko Pomorze Nadwiślańskie), pred drugo svetovno vojno tudi kot Poljsko Pomorjansko, je zgodovinska podregija Pomorjanskega na južni obali Baltika. Gdansko Pomorjansko se večinoma prekriva s Pomerelijo, vendar ne vključuje pokrajin Chełmno in Michałów.
Največje in najpomembnejše mesto v Pomereliji je Gdansk. Pomerelija od leta 1999 tvori jedro Pomorjanskega vojvodstva.

## Opis
Pomerelija je pokrajina na sever Poljske med rekama Leba na zahodu in Vislo na vzhodu. Tradicionalno je bila razdeljena na Kašubijo, Kocjevje, Tuholski gozd, Helmno in včasih Lubavo. Poljski zgodovinopisci so je imeli za del Kašubije, nemški pa za del Daljnjega Pomorjanskega. Naseljena je bila s Kašubi, Kocjevjani, Borovjani in Helminci.

## Zgodovina

### Zgodnja zgodovina
V svoji zgodnji zgodovini je bilo ozemlje kasnejše Pomerelije kraj pomorjanske kulture, imenovane tudi pomorjanska kultura obraznih žar  (650-150 pr. n. št.),  oksivijske kulture (150 pr. n. št.-1 n. št.), povezane z deli Rugov in Lemov, in vjelbarške kulture (1–450 n. št.), povezane z Veneti, Goti, Rugi in Gepidi. Sredi 6. stoletja je Jordanes omenil estuarij Visle kot dom Vidivarjev. Pomerelijo so v 7. in 8. stoletju poselila zahodnoslovanska in lehitska plemena.

### Zgodnjesrednjeveška Poljska
V 10. stoletju so Pomerelijo že poselili zahodnoslovanski PomORJANI. Območje je osvojil in vključil v zgodnjesrednjeveško Poljsko bodisi prvi zgodovinski poljski vladar Mješko I. v drugi polovici 10. stoletja ali njegov oče Sjemomisl v 940. ali 950. letih. Natančen datum priključitve ni znan. Mješko je med letoma 970 in 980 ustanovil Gdansk za nadzor izliva Visle. Po mnenju Józefa Sporsa so imeli prebivalci celotnega Pomorjanskega kljub nekaterim kulturnim razlikam zelo tesne vezi s prebivalci drugih provinc pod oblastjo Pjastov, od katerih je bila Pomerelija ločeno z velikimi gozdovi in močvirji.
Pjasti so pogansko Pomerelijo pokristjanili, čeprav je vprašljivo, v kolikšni meri se je spreobrnitev udejanila. V 11. stoletju je regija zrahljala svoje tesne povezave s Kraljevino Poljsko in nato za nekaj let oblikovala svojo neodvisno vojvodino. Večina znanstvenikov meni, da je bila Pomerelija v času vladavine poljskega kralja Boleslava I. in njegovega sina Mješka II. Lamberta še vedno del Poljske. Sicer pa so mnenja deljena. Peter Oliver Loew na primer meni, da so Slovani v Pomereliji pretrgali svoje vezi s Pjasti in se vrnili v krščanstvo pod vplivom Pjastov v prvih letih 11. stoletja. Natančen datum ločitve ni znan, kaže pa, da so prebivalci Pomerelije sodelovali v vstaji poganov proti Poljski sredi 11. stoletja. Po porazu Mjeclava leta 1047 so sprejeli oblast vojvode Kazimirja I. Obnovitelja in ostali del Poljske do 1060. let, ko so se pomerelske čete udeležile pohoda poljskega kralja Boleslava II. proti Češki leta 1061 ali 1068. Boleslav je bil med obleganjem Hradca poražen in se je umaknil na Poljsko. Kmalu zatem se je Pomerelija odcepila od njegovega kraljestva.  Pohod pjastovskega vojvode Vladislava I. Hermana v Pomerelijo leta 1090–1091  se je končal s porazom. Njegova vojska je med umikanjem požgala veliko pomerelskih trdnja.
Leta 1116 Boleslav III. Krivousti ponovno vzpostavil poljsko oblast v Pomereliji in do leta 1122 osvojil tudi osrednji in zahodni del Pomorjanskega. Medtem ko je Pomorjansko kmalu postalo ponovno neodvisno, je Pomerelija ostala znotraj poljskega kraljestva. Upravljali so jo guvernerji iz lokalne dinastije Samboridov, podrejeni škofiji Włocławek.  Po smrti Boleslava III. leta 1138 je bila Poljska razdrobljena na več deželnih kneževin. Kneževine v Pomereliji so postopoma pridobile več moči in se razvile v napol neodvisne entitete, podobno kot druga razdrobljena poljska ozemlja, s to razliko, da so druge dele kraljestva upravljali Pjasti, potomci Boleslava III. Krščansko središče Pomerelije je postala opatija Oliwa pri Gdansku.
Znana sta dva guvernerja Pomerelije iz dinastije Samboridov: Sobjeslav I. in njegov sin Sambor I.

### Danska zasedba in neodvisnost
Leta 1210 je danski kralj Valdemar II. napadel Pomerelijo in njen vodja Mestvin I. je postal danski vazal.  Danska suverenost ni trajala dolgo. Mestvin je zatem dosegel nekaj neodvisnosti od Poljske in razširil svoje ozemlje proti jugu, njegov sin Svetopolk II, ki ga je nasledil leta 1217, pa je leta 1227 dosegel popolno neodvisnost.

### Vojvodina Pomerelija
Po smrti Mestvina I. je bila Pomerelija notranje razdeljena med njegove sinove Svetopolka II., Vartislava, Samborja II. in Ratiborja. Svetopolk II. s sedežem v Gdansku je prevzel vodilni položaj med svojimi brati: Sambor II., ki je prejel graščino Lubieszewo, in Ratibor, ki je dobil območje Białogarda, sta bila sprva pod njegovim skrbništvom. Četrti brat Vartislav s sedežem v   Świecieju je nadziral drugo pomembno območje Pomerelije.
Vartislav je umrl pred 27. decembrom 1229. Njegov delež so bratje dali opatiji Oliwa in se nato zapletli v državljansko vojno: Sambor II. in Ratibor sta se proti Svetopolku povezala s Tevtonskim viteškim redom in kujavskim vojvodom, Svetopolk pa se je povezal s Starimi Prusi, ujel Ratiborja in začasno prevzel njegov delež.  V okviru teh zavezništev je potekal tudi upor Starih Prusov proti Tevtonskemu redu leta 1242. Mir je bil ponovno vzpostavljen šele s Kristburškim sporazumom, sklenjenim leta 1249, pri katerem je posredoval tedanji papeški legat in arhidiakon Liegea, kasnejši papež Urban IV.
Na zahodu sta zahtevo pomerelskih vojvod po deželah Schlawe (Sławno) in Stolp (Słupsk), kjer je po letu 1223 umrl zadnji ratiborski vojvoda Ratibor II., izpodbijala pomorjanski vojvoda Griffin Barnim I. in Vartislav III.  V tem spopadu je sprva zmagal Svetopolk II., vendar ni mogel izsiliti dokončne odločitve.
Svetopolk II., ki se je od leta 1227 naslavljal z dux, je Gdansku podelil lübeške pravice in v mesto povabil dominikance. Svoje spore s Tevtonskim redom, ki je leta 1230 postal njegova vzhodna soseda, je leta 1253 rešil tako, da je red oprostil vislanskih dajatev. Po njegovi smrti leta 1266 je vladanje prešlo na njegova sinova Vartislava in Mestvina II. Brata sta se zapletla v novo državljansko vojno, v kateri se je Mestvin II. povezal z brandenburškimi mejnimi grofi in jim obljubil zvestobo (sporazum iz Arnswalda/Choszczna leta 1269). Mejni grofje, ki so s sporazumom pridobili tudi Białogardsko deželo, naj bi pomagali Mestvinu II. tudi pri zavarovanju dežel Schlawe (Sławno) in Stolp (Słupsk), ki ju je po smrti Svetopolka II. delno zasedel Barnim III. Mestvin II. je s pomočjo mejnih grofov uspel leta 1270/1271 pregnati Vartislava iz Gdanska.  Deželo Schlawe/Slawno je leta 1269/1270 prevzel rügenski knez Vizlav II., nečak Mestvina II., ki je ustanovil mesto Rügenwalde (danes Darlowo) blizu trdnjave Dirlow.
Leta 1273 se je Mestvin znašel v odprtem spopadu z mejnimi grofi, ki niso hoteli umakniti svojih čet iz Gdanska, ki jim ga je dal v začasni najem. Četudi je najemna pogodba potekla in so grofje kršili dogovor, je grof Konrad poskušal zasesti čim več Pomerelije. Ker Mestvin sam ni mogel pregnati nasprotnika, je poklical na pomoč poljskega vojvodo Boleslava V. Sramežljivega, čigar čete so z neposrednim napadom zavzele mesto. Vojna proti Brandenburgu se je končala leta 1273 s sporazumom, s katerim he Brandenburg Mestvinu vrnil Gdfansk, Mestvin pa je mejnim grofom plačal nadomestilo za deželi Schlawe (Sławno) in Stolp (Słupsk).
15. februarja 1282 sta veliki vojvoda Poljske in Velikopoljske Przemisl II. in vojvoda Pomerelije Mestvn II. podpisala sporazum v Kępnu, ki je prenesel vrhovno oblast nad Pomerelijo na Przemisla. Obdobje neodvisnosti Pomerelije se je končalo. Przemisl se je začel naslavljati z dux Polonie et Pomeranie (vojvoda Poljske in Pomorjanskega).
V Pomereliji so vladali tudi naslednji dedni vladarji:
- Svetobor, vojvoda (11.–12. stoletje)
- Svetopolk I., vojvoda (1109/1113–1121)
- Sobjeslav I., vojvoda (1150. leta–1177/1179)
- Sambor I. vojvoda (1177/1179–1205)
- Mestvin I., vojvoda (1205–1219/1220)
- Svetopolk II. vojvoda  (1215–1266)
- MestVin II., vojvoda (1273–1294)
- Przemisl II., vojvoda (1294–1296)

### Poznosrednjeveška Poljska
Po smrti Mestvina II. Pomorjanskega leta 1294 je njegov sovladar Przemil II. Poljski skladno s Kepinskim sporazumom prevzel oblast nad Pomerelijo. Leta 1295 je bil okronan za poljskega kralja, vendar je neposredno vladal le Pomereliji in Velikopoljski, medtem ko so v preostalih del države (Šlezija, Malopoljska, Mazovija) vladali drugi Pjasti. Przemisl II. je bil kmalu zatem umorjen in nasledil ga je Wladislav I. Kratki. Vladislav je leta 1297 prodal svoje pravice do Krakovske vojvodine češkemu kralju Venčeslavu II. in ga leta 1299 sprejel za svojega suverena. Vladislav je po uporu plemstva leta 1300 izgubil Velikopoljsko in Pomerelijo, ki sta kasneje prišli pod Venčeslavovo oblast. Slednjega je potem, ko je pridobil večino poljskih ozemelj, nadškof Jakub Świnka v Gnieznu okronal za poljskega kralja. Po smrti Venčeslava II. in njegovega naslednika Venčeslava III. in z njima izumrtju dinastije Přemyslidov, je Pomerelijo leta 1306  ponovno zasedel Vladislav I. Kratki.

### Tevtonski viteški red
Med Vladislavovo vladavino je mejna grofija Brandenburg leta 1308 zahtevala ozemlje Pomerelije, zaradi česar je lokalni guverner, ki ga je imenoval Vladislav I. Kratki, zaprosil za pomoč tevtonske viteze. Vitezi so izgnali Brandenburžane, vendar so si ozemlje prilastili in ga leta 1309 vključili v svojo državo. Istočasno sta Słupsk in Sławno postala del Pomorjanske vojvodine. Ti dogodki je povzročili dolgotrajen spor med Poljsko in Tevtonskim viteškim redom glede oblasti nad Gdanskim Pomorjanskim. Posledica tega je bil niz poljsko-tevtonskih vojn v 14. in 15. stoletju.

### Krona kraljevine Poljske in poljsko-litovska Republika obeh narodov
Leta 1440 so se številna mesta v regiji pridružila novoustanovljeni protitevtonski Pruski konfederaciji. Leta 1454 je konfederacija zaprosila poljskega kralja Kazimirja IV. Jagela, da njeno ozemlje vključi v Kraljevino Poljsko. Kralj se je s tem strinjal in v Krakovu podpisal ustrezni sporazum. Po trinajstletni vojni (1454–1466), najdaljši od vseh poljsko-tevtonskih vojn, so se tevtonski vitezi odpovedali kakršnim koli zahtevam po regiji in jo priznali za del Poljske. Pomerelija je bila organizirana kot Pomorjanski vojvodstvo, del večjih poljskih provinc Kraljeva Prusija in Velikopoljska. 
V zgodnjem novem veku je bil Gdansk največje mesto v poljsko-litiovski Republiki obeh narodov. Večina izvoza republike, predvsem žita, je potekala preko pristanišča v Gdansku. V 17. stoletju je Pomerelijo napadla in opustošila švedska vojska.

### Delitve Poljske
Pomerelijo je med prvo delitvijo Poljske v poznem 18. stoletju priključila Kraljevina Prusija, ki je leta 1871 postala del nove province Zahodne Prusije in del Nemčije. Regija je bila izpostavljena intenzivni germanizaciji.

### Medvojno obdobje
Po prvi svetovni vojni je Poljska leta 1918 ponovno pridobila neodvisnost kot Druga poljska republika. Versajska mirovna pogodba ji je povrnila večino njenih regij v posesti Weimarske Nemčije. Ozemlja so bila organizirana v Pomorjansko vojvodstvo, od leta 1938 Veliko Pomorjansko vojvodstvo. Gdańsk z Żuławyjem je postal svobodno mesto Danzig. V medvojnem obdobju je nemška propaganda za regijo skovala izraz »poljski koridor«.

### Druga svetovna vojna
Regija je bila prizorišče bitke za polotok Westerplatte, prve bitke v nemški invaziji na Poljsko septembra 1939, s katero se je začela druga svetovna vojna. Sledilo je več drugih pomembnih bitk, vključno s Helom, Gdynio in Kępo Oksywsko. Pomerelijo je nato okupirala in nezakonito priključila nacistična Nemčija, poljsko prebivalstvo pa je bilo podvrženo različnim zločinom, kot so množične aretacije, suženjsko delo, ugrabitve otrok, deportacije v nacistična koncentracijska taborišča in genocid Judov in poljskih izobražencev. Nemci so v regiji ustanovili koncentracijsko taborišče Stutthof, prvo izven predvojnih nemških meja, in več podtaborišč. V mestih Piaśnica, Szpęgawsk, Mniszek, Igielska Valley, Luszkówko, Skarszewy, Rudzki Most, Grupa in drugod so se dogajali množični poboji prebivalstva.

### Povojno obdobje
Po porazu nacistične Nemčije leta 1945 je cela regija, vključno z bivšim svobodnim mestom Danzig (Gdansk) po Potsdamskem sporazumu pripadla Poljski. Izjema je bil majhen del ozemlja okoli vasi Narmeln, ki ga je priključila Sovjetska zveza. Lokalno nemško manjšinsko prebivalstvo, med katerim so bili tudi številni pripadniki Volksdeutscher Selbstschutz, sokrivi za vojna grozodejstva, je pobegnilo ali bilo izgnano v Nemčijo, prav tako v skladu s Potsdamskim sporazumom.

### Sodobna Pomerelija
Zgodovinska Pomerelija danes tvori večji del Pomorjanskega vojvodstva. Njen južni del spade v  Kujavsko-pomorjansko vojvodstvo, medtem ko majhen zahodni del (Gmina Biały Bór) spade v Zahodnopomorjansko vojvodstvo.

## Zgodovinsko prebivalstvo
V zgodnjem srednjem veku so Pomerelijo poseljevala zahodnoslovanska lehitska plemena. V večjih utrdbah in mestih je bilo nekaj skandinavskih trgovskih postaj.
Od visokega srednjega veka so med nemško vzhodno kolonizacijo prihajali številni nemški in nizozemski naseljenci. Po okupaciji ozemlja s strani Tevtonskega reda so v velikih mestih prevladovali nemško govoreči naseljenci. Leta 1770 so Nemci predstavljali 58 % mestnega prebivalstva, medtem ko sta na podeželju in v manjših mestih med govorci prevladovala je kašubščina in velikopoljščina. Tevtonski red je s sistematično melioracijo in gradnjo nasipov ustvarjal pogoje za ustanavljanje posesti in vasi, naseljenih z Nemci. Po trinajstletni vojni je Pomerelija pripadla Poljski in kasneje večkrat zamenjala oblastnike.
Morda najzgodnejši podatki o etnični sestavi regije izhajajo iz pruskega popisa prebivalstva leta 1817 in 1819, objavljenega leta 1823. Celotna Zahodna Prusija, katere del je bila zgodovinska Pomerelija, je imela 630.077 prebivalcev, od tega 327.300 etničnih Poljakov (52 %), 290.000 Nemcev (46 %) in 12.700 Judov (2 %). V tem popisu so bili Kašubi ključeni med Poljake, medtem ko so bili menoniti (2 % prebivalstva) vključeni med Nemce.
Nemški avtor Karl Andree je v svoji knjigi Polen: in geographischer, geschichtlicher und culturhistorischer Hinsicht  (Leipzig 1831) objavil, da ima Zahodna Prusija 700.000 prebivalcev, med njimi 50% Poljakov (350.000), 47% Nemcev  (330.000) in 3% Judov (20.000). Podatki so dokaj primerljivi.
Obstajajo tudi ocene verske strukture prebivalstva pred letom 1772, ki temeljijo na številu verskih objektov. Po teh ocenah je imelo vojvodstvo okoli leta 1772  221 (66,6 %) rimskokatoliških, 79 (23,8 %) luteranskih, 23 (6,9 %) judovskih, šest (1,8 %) menonitskih, dve (0,6 %) češki bratski in eno (0,3 %) kalvinistično cerkev.